# 村田充
村田 充（むらた みつ、1977年〈昭和52年〉8月18日 - ）は、日本の俳優。大阪府出身。身長187cm。血液型はA型。所属事務所はアミューズ → オリオンズベルト（2023年12月まで）を経てフリー。元妻は歌手・女優の神田沙也加。

## 来歴
- 2000年、 CX月9『二千年の恋』でデビュー。
- 2005年、『仮面ライダー響鬼』に童子役ほかでレギュラー出演。
- 2007年、土曜ミッドナイトドラマ『ティッシュ』[注 1]にヒロインに偏執する義兄役で出演し注目される。
- 2008年、『仮面ライダーキバ』でビショップ役を演じ、3年ぶりに仮面ライダーシリーズに出演した。
- 2017年4月26日、歌手・女優の神田沙也加との結婚を双方のSNSを通じて公表[5]。同年10月2日より活動休止。
- 2019年6月7日、朗読劇『私の頭の中の消しゴム 11th Letter』に妻の神田沙也加とともに出演し、休止後初の役者活動となる[7][8]。
- 同年12月4日、神田沙也加と離婚していたことを双方のブログで報告。話し合いの末の円満離婚で、離婚後に同居している期間もあったという[6]。
- 2021年に神田が急逝した際には、神田が飼っていた愛犬を引き取る意向を示し[9]、2022年には愛犬の世話をしていることをインスタグラムで明かしており引き取ったことが判明している[10]。
- 2023年12月31日をもって所属事務所オリオンズベルトを退所[1]。

## 人物
- 漫画『ONE PIECE』を好んでおり、オタクを自称するほどのファンである。一番愛しているキャラクターはトニートニー・チョッパー。
- MITSUU（ミツゥー）という名での音楽活動も行っている。

## 出演
※太字は主役・メインキャラクター。

### テレビドラマ
- 二千年の恋（2000年1月10日 - 3月20日、フジテレビ） - カイ・モリエト 役 （レギュラー）　※月９
- TURN TURN TURN（2000年10 - 12月、テレビ東京） - ミツゥー 役
- らぶ・ちゃっと 第15話「P.S.逢いたいです。」（2000年8月21日、フジテレビ） - 主演
- めぐる夏（2000年9月28日、フジテレビ）
- The Apartment　Heart Warming Love Comedy 第2話（2002年1月13日、BS-i）
- 空から降る一億の星 第1・2話（2002年4月15日・22日、フジテレビ） - 大熊敬吾 役　 ※月９
- 正月時代劇 またも辞めたか亭主殿〜幕末の名奉行・小栗上野介〜（2003年1月3日、NHK総合）
- スカイハイ （テレビ朝日）
  - スカイハイ 第3話（2003年1月31日）
  - スカイハイ2 第8話・最終話（2004年3月12日・19日）
- 最後の弁護人 The Last Lawyer 第8話（2003年3月5日、日本テレビ） - 中野俊人 役
- 交渉人（2003年8月17日、WOWOW）
- プライド 第4話（2004年2月2日、フジテレビ）　※月９
- 長く孤独な誘拐（2004年2月2日、TBS） - 青木 役
- 恋する京都 第2話「私、京おんなになりたい！」（2004年2月23日、NHK総合） - 後藤丈治 役
- ヴァンパイアホスト 〜夜型愛人専門店〜 第7・8話(Episode4)「死神ホストの謎」（2004年5月16日・23日、テレビ東京） - 葛城ユウジ 役
- 一番大切な人は誰ですか? 第4 - 7話（2004年11月3日 - 24日、日本テレビ） - 小沼達郎 役
- 仮面ライダーシリーズ （テレビ朝日）
  - 仮面ライダー響鬼（2005年1月30日 - 2006年1月22日） - 童子 / 姫の声 / クグツ（黒・白） / 洋館の男（身なりのいい男） / 謎の男 役（レギュラー）
  - 仮面ライダーキバ 第25 - 最終話（2008年7月20日 - 2009年1月18日） - ビショップ 役（レギュラー）
  - 仮面ライダーウィザード 第29 - 31話（2013年3月31日 - 4月14日） - 内藤 役
- ティッシュ[注 1]（2007年4月21日 - 6月9日、テレビ朝日） - 佐伯直樹 役（レギュラー）
- 特命係長 只野仁 3rd.シーズン 第8話(通算第29話)「エステサロンの女たち」（2007年3月2日、テレビ朝日） - 真田令司 役
- 警視庁捜査一課9係 season3 第8話「疑惑の花嫁」（2008年6月4日、テレビ朝日） - 辻本晋一郎 役
- えいせい魂 シーズン2 第5回 イケない足し算A+B「マジック心中」（2008年8月3日、BSジャパン）
- 名探偵の掟 第9話「みたらし団子殺人事件」（2009年6月12日、テレビ朝日） - 大黒次郎 役
- 左目探偵EYE（2009年10月3日、日本テレビ） - 犯罪プランナー 役
- 相棒 season8 第15話「狙われた刑事」（2010年2月10日、テレビ朝日） - 吉武和真 役
- 十津川警部シリーズ43「伊勢志摩殺人迷路 〜円空の謎〜」（2010年3月29日、TBS） - 迫田銀次郎 役
- 絶対零度 〜未解決事件特命捜査〜 第5・6話（2010年5月11日・18日、フジテレビ） - 阿久津政司 役
- おみやさん 第7シリーズ 第8話（2010年6月10日、テレビ朝日） - 佐古新介 役
- ナサケの女〜国税局査察官〜 第5話（2010年11月18日、テレビ朝日） - 萩原拓馬 役
- 北海道警察 「巡査の休日」（2011年10月24日、TBS） - 鎌田光也 役
- Answer〜警視庁検証捜査官 第3話（2012年5月2日、テレビ朝日） - 田野倉泰 役
- 非公認戦隊アキバレンジャー 第8・10話（2012年5月25日・6月8日、BS朝日・TOKYO MX） - スタジオの職員 役
- 遺留捜査 第3シーズン 第8話・最終話（2013年6月5日・12日、テレビ朝日） - 岡野太一 役
- BORDER 警視庁捜査一課殺人犯捜査第4係 第1話（2014年4月10日、テレビ朝日） - 神の光教団・西山 役
- 土曜ワイド劇場（テレビ朝日）
  - 西村京太郎トラベルミステリー49 「日光・鬼怒川殺人ルート」（2008年4月26日） - 東田昭 役
  - 再捜査刑事・片岡悠介2「函館〜横浜・同窓会不倫殺人!!」（2011年6月25日） - シモン直人（水島大樹） 役
  - おとり捜査官・北見志穂16 「婚カツ美女連続殺人」（2012年6月9日） - 中島一朗 役
  - 狩矢父娘シリーズ16 「京都・嵐山〜鵜飼い殺人事件!」（2014年8月30日） - 下平実 役
  - トクチョウの女 〜国税局特別調査部〜（2017年3月4日） - 梶原裕也 役

### 映画
- GO（2001年） - 加藤 役
- プラトニック・セックス（2001年）- 中尾憲次 役
- リターナー（2002年）
- オー・ド・ヴィ（2003年）
- バトル・ロワイアルII 鎮魂歌（2003年） - 風間総司 役
- 昭和歌謡大全集（2003年） - スギヤマ 役
- 海猿 ウミザル（2004年） - 川口淳 役
- ロード88（2004年）
- いらっしゃいませ、患者さま（2005年）
- 隣人13号（2005年）
- 劇場版 仮面ライダー響鬼と7人の戦鬼（2005年） - オロチの童子 / オロチの姫の声 役
- TAKI183（2006年） - 吉野山 役
- BLACK KISS（2006年）
- 愛しあう事しかできない（2007年） - マーコ 役
- カイジ 人生逆転ゲーム（2009年） - 宇多浩二 役
- LOVEToRAIN（2012年2月公開）
- バスジャック（2014年）-大塚英夫 役
- るろうに剣心 京都大火編 / 伝説の最期編（2014年） - 魚沼宇水 役
- MESSIAH  メサイア -深紅ノ章-（2015年） - ハングドマン 役
  - MESSIAH メサイア外伝 -極夜 Polar night-（2017年）‐ペルシャ/ハングドマン 役
- 文豪ストレイドッグス BEAST（2022年） - 澁澤龍彦 役

### 舞台
- Oi-SCALEプロデュース「ヒミズ」（2004年5月28日 - 30日、LAFORET MUSEUM 原宿） - 主演：住田 役
- Oi-SCALE本公演「僕がブルーハーツとダウンタウンを好きになった理由。。」（2007年1月9日 - 18日、駅前劇場） - 主演
- Oi-SCALE第13回本公演「ロールシャッハ」（2007年8月16日 - 19日、シアタートラム） - 主演
- Oi-SCALE本公演「模様の様な汚れ」（駅前劇場） - 主演
- ナノスクエア企画「フラミンゴの夢」（2008年10月30日 - 11月3日、アサヒアートスクエア） - 主演
- LIVEDOGプロデュースvol.2「DOG'S」（2009年2月26日 - 3月8日、笹塚ファクトリー） - 主演：ブルース 役
- ルドビコ★vol.4「Little Alice - 少年アリスの時間割 - 」（2009年4月29日 - 5月5日、全労済ホール／スペース・ゼロ） - 主演：ナイト 役 ※ダブル主演
- GRIPPERプロデュース「二丁目のグッドバイ」（2010年5月18日 - 23日、ポケットスクエア ザ・ポケット） - 主演
- FREE(S)プロデュース公演「SHINSENGUMI」（2010年7月6日 - 12日、笹塚ファクトリー） - 原田左之助 役
- ナノスクエア企画 朗読劇「モスリラ」（2010年7月16日 - 19日、SESSION HOUSE）
- 世界のどこにでもある、場所（2010年8月4日 - 11日、駅前劇場） - 大野翔太 役
- Smile Earth Project「コミックス☆GOGO」（2012年8月17日 - 26日、俳優座劇場） - 森田・タモリ・イイトモ 役
- 弱虫ペダル - 御堂筋翔 役
  - 箱根学園篇〜眠れる直線鬼〜（2013年1月30日 - 2月6日、紀伊國屋サザンシアター）
  - インターハイ篇 The First Result（2013年8月24日 - 9月1日、東京：サンシャイン劇場 / 2013年9月7日・8日、大阪：シアターBRAVA!）
  - インターハイ篇 The Second Order（2014年3月13日 - 16日、東京：天王洲 銀河劇場 / 2014年3月20日 - 22日、埼玉：埼玉県熊谷会館 / 2014年3月26日 - 30日、大阪：シアターBRAVA!）
  - 箱根学園篇〜野獣覚醒〜（2014年10月23日 - 26日、大阪：シアターBRAVA! / 2014年10月30日 - 11月3日、東京：六本木ブルーシアター）
  - インターハイ篇 The WINNER（2015年3月6日 - 15日、東京：日本青年館大ホール / 2015年3月19日 - 22日、大阪：シアターBRAVA! / 2015年3月26日 - 29日、福岡：キャナルシティ劇場）
  - 弱虫ペダル-総北新生代、始動（2016年3月4日 - 6日、東京：TOKYO DOME CITY HALL / 2016年3月10日 - 13日、福岡：アルモニーサンク 北九州ソレイユホール / 2016年3月17日 - 21日、大阪：オリックス劇場 / 2016年3月25日 - 27日、神奈川：KAAT神奈川芸術劇場）
- 殺人鬼フジコの衝動 - パパラッチ 役
  - 初演（2013年4月17日 - 21日、俳優座劇場）
  - 再演（2015年4月15日 - 19日、全労済ホール/スペースゼロ）
- FREE(S) STAGE×12 vol.4 「幽國の英雄」（2013年7月17日 - 21日、赤坂GENKI劇場） - 主演：ゴウ 役
- ハンサム落語 第二章（2013年8月13日 - 18日、赤坂REDシアター）
- FREE(S) STAGE×12 vol.12（2014年4月9日 - 13日、小劇場B1） - ゴウ 役
- 最遊記 歌劇伝 -God Child-（2014年5月2日 - 7日、全労済ホール／スペース・ゼロ） - 銀閣 役
  - 最遊記 歌劇伝-外伝-（2023年10月23日、COOL JAPAN PARK OSAKA WWホール）ゲスト
- SHATNER of WONDER  #1「ロボ・ロボ」（2014年8月29日 - 9月1日、サンシャイン劇場） - ナビゲーター104 役
- 水木プロデュースVol.17「レイジーミッドナイト」 （2014年11月15日 - 30日、東京・福岡公演） - 沢渡恭平 役 主演
- 魚のいない水槽（2014年12月11日 - 15日、サンモールスタジオ） - 主演：渡辺俊介 役
- 本格文學朗読演劇 極上文學 「走れメロス」（2014年12月27日 - 28日、大阪ビジネスパーク円形ホール） - セリヌンティウス 役
- FREE(S)「あいまいな空間」（2015年1月9日 - 12日、シアター711） - ユージ 役
- DOG’S（2015年5月9日 - 17日、笹塚ファクトリー） - 主演ブルース役
- 大正浪漫探偵譚（2015年6月9日 - 14日、ポケットスクエア ザ・ポケット） - 主演：東堂解 役
- 舞台「東京喰種トーキョーグール」（2015年7月2日 - 8日、AiiA 2.5 Theater Tokyo / 2015年7月18日 - 20日、京都劇場） - ウタ 役
- SHATNER of WONDER #2 「小林少年とピストル」（2015年8月12日 - 16日、CBGKシブゲキ!!） - 滝川純一郎 役
- 「MESSIAH メサイア -鋼ノ章-」（2015年9月2日 - 13日、東京：シアターGロッソ / 9月19日 - 21日、神戸：新神戸オリエンタル劇場） - ペルシャ 役
- 本格文學朗読演劇 極上文學「高瀬舟・山椒大夫」（2015年10月9日 - 18日、東京：CBGKシブゲキ!! / 10月24日 - 25日、大阪：大阪ビジネスパーク円形ホール） - 喜助、山椒大夫 役
- 水木プロデュース「蘇州夜曲」（2015年11月20日 - 29日、紀伊國ホール）
- SHATNER of WONDER ＃3「ロボ・ロボ」（2016年1月16日 - 24日、 天王洲 銀河劇場） - ナビゲーター104 役
- のぶニャがの野望 幸村と五輪の剣 （2016年2月3日 - 7日、全労済ホール／スペース・ゼロ）のぶニャが役
- ダンガンロンパ THE STAGE 2016（2016年6月16日 - 26日、東京：Zeppブルーシアター六本木 / 2016年7月1日・2日、名古屋：東海市芸術劇場 / 2016年7月7日・10日、大阪：サンケイホールブリーゼ / 2016年7月14日 - 16日、神奈川：関内ホール 大ホール） - 大和田紋土 役
- おそ松さん on STAGE 〜SIX MEN’S SHOW TIME〜（2016年9月29日 - 12月4日、大阪：シアター・ドラマシティ / 10月13日 - 23日、東京：Zeppブルーシアター六本木） - イヤミ 役[11]
- 本格文學朗読演劇 極上文學「人間椅子／魔術師」（2016年11月30日 - 12月3日、東京：全労済ホール／スペース・ゼロ / 12月23日 - 25日、大阪：近鉄アート館）  - 椅子職人 役
- 舞台「真・三國無双」 （2017年2月11日 - 2月19日、全労済ホール／スペース・ゼロ )- 孫堅 役
- SHATNER of WONDER #5「破壊ランナー」（2017年4月21日 - 4月30日、Zeppブルーシアター六本木） - リコ・スカイウイング 役
- 舞台「黒薔薇アリス」(2017年5月20日、Zeppブルーシアター六本木） - 日替わりゲスト出演
- 舞台「東京喰種トーキョーグール」〜或いは、超越的美食学をめぐる瞑想録〜（2017年 6月29日 - 7月4日、東京：シアター1010 / 2017年7月8日 - 9日、大阪：梅田芸術劇場シアター・ドラマシティ） -  ウタ役
- 舞台「MESSIAH メサイア-悠久乃刻-」（2017年8月31日− 9月10日、東京：天王洲 銀河劇場/2017年9月22日 − 9月24日、大阪：サンケイホールブリーゼ）− ハングドマン役
- Oi-SCALE本公演「囚人」（2017年9月27日−10月2日、駅前劇場） - 主演
- 朗読劇 私の頭の中の消しゴム 11th Letter（2019年6月5日、6月7日、よみうり大手町ホール） - 主演：浩介 役 ※ダブル主演
- Oi-SCALE 本公演「THE LAST DAY & THE NEXT DAY」〜終わりの日。それと、翌日。の物語〜（2019年12月18日−23日、駅前劇場） - 主演
- ナイスコンプレックス プロデュース#5「12人の怒れる男」（2020年7月23日−8月2日、東京：博品館劇場 / 2020年8月14日−8月16日、大阪：ABCホール） - 6号 役（東京）、11号 役（大阪）
- 「Fate/Grand Order THE STAGE -冠位時間神殿ソロモン- 」（2020年10月18日、TACHIKAWA STAGE GARDEN / 2020年10月24日 - 30日、東京国際フォーラム ホール） - レフ・ライノール 役[12]
- 舞台「賭博黙示録カイジ」（2020年12月4日−6日、京都：京都劇場 / 2020年12月10日−13日、東京：ヒューリックホール東京）− 兵藤和尊 役
- 「怪盗探偵 山猫 the stage」（2021年1月21日 - 31日、ヒューリックホール東京） - 森田 役
- 舞台「文豪ストレイドッグス DEAD APPLE」（2021年4月16日 - 18日、大阪：COOL JAPAN PARK OSAKA WWホール / 2021年4月23日 - 27日、東京：日本青年館ホール / 5月5日、無観客配信） - 澁澤龍彦 役
- エン＊ゲキ #05「-4D-imetor」（2021年8月5日 - 15日、東京：紀伊國屋ホール / 8月28日 - 29日、大阪：COOL JAPAN PARK OSAKA TTホール）斉木国成役
- 第1回「クラゲフェスティバル」クラゲフェスティバルプロデュース作品「ロボ・ロボ」（2021年10月9日 - 17日、ポケットスクエア 劇場HOPE）ナビゲーター104役
- Oi-SCALE 2021年公演「『発明家と探検家』Man looking for the truth & Man looking for the truth」（2021年12月3日 - 8日、駅前劇場）主演
- 「GARNET OPERA」（2022年1月21日 - 30日、EX TEATER ROPPONGI) - 上杉謙信 役
- 本能バースト演劇『sweet pool』（2022年3月12日 - 21日、天王洲 銀河劇場） - 上屋武彦 役
- キ上の空論 #15「朱の人」（2022年4月13日 - 17日、本多劇場）主演
- Alexandrite Stage「The Great Gatsby In Tokyo」（2022年6月17日 - 21日、三越劇場） - 主演：ジェイ・ギャツビー 役[13]
- Oi-SCALE2022年本公演「あの夏の暗い夜、虹の袂のエデン」（2022年8月31日-9月4日、新宿シアタートップス）
- ドラマチックハイスクール（2022年10月7日 - 16日、品川プリンスホテル クラブeX） - 成田武虎 役
- 音楽劇「ジェイド・バイン」（2022年11月17日 - 23日、シアター1010） - イベリス 役[14]
- 「進撃の巨人」-the Musical-（2023年1月7日 - 9日、大阪：オリックス劇場 / 1月14日 - 24日、東京：日本青年館ホール） - ハンネス 役[15]
  - ATTACK on TITAN: The Musical（2024年10月11日 - 13日、New York City Center）[16]
  - 「進撃の巨人」-the Musical-（2024年12月13日 - 22日、東京：TOKYO DOME CITY HALL / 2025年1月11日 - 13日、大阪：オリックス劇場）[17]
- ステージ『エロイカより愛をこめて』（2023年5月11日 - 14日、渋谷区文化総合センター大和田 さくらホール） - 主演：クラウス・ハインツ・フォン・デム・エーベルバッハ少佐 役[18]
  - 「エロイカより愛をこめて」（再演）(2024年7月26日-7月29日)紀伊國屋ホール  クラウス.ハインツ.フォン.デム.エーベルバッハ少佐役
- 少年社中 25周年記念第一弾 第40回公演「三人どころじゃない吉三」（2023年6月8日 - 18日、紀伊國屋ホール）- 土左衛門伝吉 役[19][20]
- 幾度の群青に溺れ（2023年7月5日 - 9日、紀伊國屋ホール）尊師役[21]
- 舞台「あの日見た花の名前を僕達はまだ知らない。」2023（2023年8月9日 - 15日、博品館劇場） - 本間学 役[22]
- 尋問（2023年9月24日、王子小劇場） - 6号役
- 水木英昭プロデュース「ハッピーバースデー」（2023年10月25日 - 29日、紀伊國屋ホール） - 金沢順子の父親役
- Alexandrite Stage「The Great Gatsby 2023」（2023年11月18日 - 19日、大阪：近鉄アート館 / 11月23日 - 27日、東京：三越劇場） - 主演：ジェイ・ギャツビー 役[23]
- 朗読劇『朝彦と夜彦1987』（2024年1月10日・12日・13日、渋谷区文化総合センター大和田 さくらホール） - 山田夜彦 役[24]
- 32×812『BAUMバウム』（2024年1月24日 - 28日、SAiSTUDIOコモネA） - 主演[25]
- 『HUNTER×HUNTER』THE STAGE - ノブナガ 役
  - 『HUNTER×HUNTER』THE STAGE2（2024年3月16日 - 31日、東京：天王洲 銀河劇場 / 4月6日 - 14日、大阪：梅田芸術劇場 シアター・ドラマシティ）[26]
  - 『HUNTER×HUNTER』THE STAGE 3（2025年5月17日 - 25日、東京：天王洲 銀河劇場 / 6月7日 - 15日、大阪：SkyシアターMBS）[27]
- mucho produce『蜻蛉の住む家』（2024年6月12日 - 16日、テアトルBONBON） - 蜻蛉 役[28]
- 朗読劇『文豪LETTERS』（2024年6月30日、ドームホール）[29]
- Reading Musical『BEASTARS』（2024年9月3日 - 8日、シアター1010 / 9月14日 - 16日、COOL JAPAN PARK OSAKA TTホール） - レゴシ 役（パフォーマー）[30]
  - Reading Musical『BEASTARS』episode1（2025年9月28日 - 10月2日〈予定〉、シアター1010 / 10月11日 - 13日〈予定〉、COOL JAPAN PARK OSAKA TTホール）[31]
- 水木英昭プロデュース Vol.28 20周年記念公演『虹色唱歌』（2024年10月18日 - 22日、東京：紀伊國屋ホール / 11月3日・4日、大阪：近鉄アート館）[32]
- ナイスコンプレックスプロデュース朗読劇(2025年1月24日)せんがわ劇場-健介役
- 『かなしい時には羊の歌を』(2025年2月14日-2月23日)新宿村LIVE-演出.出演[33]
- 舞台『魔道祖師』邂逅編（2025年3月22日 - 30日、シアターH / 4月4日 - 6日、京都劇場） - 藍啓仁 役[34]

### 舞台演出
- LIVEDOGプロデュース「DOG'S」（2017年3月23日 - 4月2日、シアターグリーン BIG TREE THEATER）
- LIVEDOGプロデュース「DOG'S」（2021年2月19日 - 28日、中目黒キンケロ・シアター）
- LIVEDOGプロデュース「DOG'S」（2023年2月17日 - 26日、中目黒キンケロシアター)
- TOARU（2023年10月6日 - 15日、中目黒キンケロシアター）
- TOARU(2024年8月23日-9月1日、中目黒キンケロシアター)

### テレビ番組
- 踊る!さんま御殿!!（2005年10月、日本テレビ系列）
- ペット相談（2006年6月、NHK）
- サキよみ ジャンBANG! 〜ONE PIECE!特集〜（2010年3月26日・6月4日・11日、テレビ東京系列）
  - 第1回 ONE PIECE座談会（2010年10月1日・8日）

### ウェブドラマ
- リーディングドラマ「シスター」第1回（2020年6月25日配信、PIA LIVE STREAM）[35]
- リバイスレガシー 仮面ライダーベイル（2022年、東映特撮ファンクラブ） - 東山 役[36]

### ゲーム
- 仮面ライダー響鬼（2005年12月1日、PlayStation 2） - スーパー童子 役

## 作品

### 写真集
- A flat surface（2006年12月25日、スタジオワープ）